# Oklopni transporter
Oklopni transporteri su borbena oklopna vozila sa svrhom da prevoze pješaštvo po bitci. Obično su samo naoružani s mitraljezom ali ponekad imaju bestrzajne topove, protuoklopne rakete, ili minobacač. Nisu stvarno dizajnirani da bi sudjelovali u bitci niti dodali paljbenu potporu, nego više da bi zaštitili vojnike od šrapnela i zasjede. Mogu imati gusjenice ili kotače. Primjeri su američki M113, finska Patria AMV, i bivši jugoslavenski BOV. Jače oklopljeni i naoružani su borbena vozila pješaštva, koja su dizajnirana za izravnu borbu.

## Primjeri
- Oklopni transporter "Mikeš", improvizirani oklopni transporter iz Domovinskog rata
- VTT-323, sjevernokorejski oklopni transporter